# Crassula brachystachya
Crassula brachystachya är en fetbladsväxtart som beskrevs av Tölken. Crassula brachystachya ingår i släktet krassulor, och familjen fetbladsväxter. Inga underarter finns listade i Catalogue of Life.